# Mikel Koliqi
Mikel Koliqi (Shkodër, Condado de Shkodër, 29 de septiembre de 1902-Shkodër, 28 de enero de 1997) fue un cardenal católico jesuita albanés. Pasó veintiún años en prisión realizando trabajos forzados como prisionero político del régimen comunista albanés.

## Biografía
Mikel Koliqi, nacido en Shkodrë (1902), comenzó sus estudios en el Kolegjin Saverian hasta 1911, cuando debido a la situación del país, fue enviado a Italia, donde prosiguió sus estudios en el Collegio Arici de los Jesuitas en Brescia. Ingresó en el Collegio Vilorez de Monza (1919), y posteriormente se trasladó a Bérgamo, Florencia y Bari, donde aprobó los exámenes finales en el instituto técnico (1924). Al ingresar en el Instituto Politécnico de Milán, sintió su vocación al sacerdocio y entró en el seminario de Venegono y más tarde en Milán, donde estudió filosofía y teología.
Al regresar a Albania, fue ordenado sacerdote el 30 de mayo de 1931 en la iglesia de los Padres Jesuitas de Shkodrë por el arzobispo de Shkodrë, Lazër Mjeda. Desempeñó diversos encargos pastorales: Vicepárroco de la catedral de Shkodrë (1931-1936), fundó la Schola Cantorum de la catedral (1932); párroco (1936 -1945); Vicario general de la archidiócesis (1936),Koliqi fue además encargado de la prensa diocesana, fue editor del "Veprimin Katolik Shqiptar" y director de la revista cultural "Kumona e së djelës" (1938-1944).
Cuando las tropas comunistas llegaron a Shkodër, su hermano le facilió un coche para que huyera del país. Koliqi le dijo al chofer: "No puedo abandonar mi misión". Meses más tarde, el régimen requisaba todas las imprentas católicas y el semanario que él había fundado: La campana del domingo.
Detenido por las autoridades comunistas el 3 de febrero de 1945 y condenado a dos años de prisión, fue liberado y nuevamente arrestado y sentenciado a cinco años en 1946. Fue nuevamente liberado en 1951 y luego nuevamente arrestado y sentenciado a trabajos forzados en campos de Lsunie, Gradishta y otros en medio de las persecuciones comunistas de Enver Hoxha. En total pasó veinte años de trabajos forzados y otros veintiuno de prisión por haber escuchado emisoras de radio extranjeras y haber organizado la Juventud Católica. Finalmente, fue liberado en 1986 debido a su avanzada edad. Tras su liberación sirvió brevemente como párroco de la catedral de San Esteban de Shkodrë.

«Es muy duro describir aquellos horrores. (...) Nos pegaban hasta sangrar, nos metían clavos entre las uñas y les daban corriente, o nos ataban las manos y nos colgaban de un árbol, dejándonos días enteros sin comer ni beber. A veces, por cualquier motivo, el sacerdote debía tumbarse en la tierra. Los otros detenidos, debían cubrirlo de barro dejando solamente al descubierto la boca, para que pudiera respirar. Nos pedían, durante los interrogatorios, que dieramos el nombre de los fieles o sacerdotes que todavía no habían sido detenidos."

Durante los años de su arresto, Mikel Koliqi estuvo en varios campos de concentración. En uno de ellos, los condenados estaban agrupados en compañías. En la suya, eran treinta hombres, todos sacerdotes. 

«Cuando sonaba la campana, todo el mundo se acostaba. Nosotros hablábamos, nos sosteníamos. Nuestra fe se alimentaba por el simple hecho de verse, de saber por qué estabamos en prisión, ¡por quién estabamos en prisión! Rezábamos con las manos llenas de barro, ofreciendo al Señor nuestro trabajo (...) Al principio conseguía celebrar misa todos los días. El domingo la celebraba en los barracones, con todos los prisioneros católicos (...) Mas tarde, los guardias prohibieron el alcohol, y no pudimos celebrar más la misa. Durante los trabajos forzados conseguí decir la misa casi todos los días. Nadie podía participar porque nuestros carceleros podían darse cuenta. Pero la misa era válida "

### Cardenalato
El Papa Juan Pablo II lo creó cardenal no elector, a los 92 años, durante el consistorio del 26 de noviembre de 1994 con el título de cardenal-diácono de Ognissanti en via Appia Nuova en la iglesia de Ognissanti, convirtiéndose así en el primer cardenal albanés.
Koliqi falleció el 28 de enero de 1997 en Shkodër y yace enterrado en la cripta de la catedral metropolitana local.

## Distinciones
- "Pishtar i Demokracise" (Portador de la Antorcha de la Democracia), otorgado por la Asamblea Popular Albanesa.[4]
- Prelado Honorario de Su Santidad con el título de monseñor el 31 de enero de 1992.
- Se inauguró un obelisco en su honor (mayo de 2024), en la localidad de Gjaze, en Lushnjë, donde el cardenal Koliqi, de 75 años, vivió durante ocho años en la pobreza y la soledad, detenido por las fuerzas de Seguridad del Estado.[6]

## Publicaciones
Autor de numerosos melodramas famosos, considerados los precursores del movimiento operístico albanés.